# METAL FINISH
『METAL FINISH』（メタル・フィニッシュ）は、原作：宮崎まさる、作画：鶴岡伸寿による日本の漫画作品。

## 概要
『週刊少年ジャンプ』（集英社）にて1990年41号から1991年1･2合併号まで連載された。全14話。
東京都にある高等学校のアイスホッケー部を舞台としたスポーツ漫画である。試合に関する描写は学内の練習試合1試合のみ、出場する選手は両チームともほぼスターティングメンバーのみである。競技中にヘルメットやフェイスマスクがしばしば省略されるのも特徴である。人物の画風は劇画調となっている。

## あらすじ
天才アイスホッケー選手だった兄を交通事故で亡くした風間和泉は一念発起し、東京の名門・星城大一高へ転入する。しかし暴力事件を起こしたため1年間の出場停止を受けたアイスホッケー部は荒廃しきっており、情熱を持った和泉は不良化していた上級生達の心を逆なでしてしまう。リンチまがいの入部テストに耐える和泉の強い目がキャプテンの時任の心を動かす。次はアイスホッケーの実力を測る入部テストを新入生全員に受けさせ、和泉を含めた6名が合格。1ヶ月後に上級生との練習試合が決まるが、新入生はウイングのポジションが不在。和泉が担当することになるがそれでも1人足りず、中学時代に天才ウイングと呼ばれた同じクラスの世良をなんとか勧誘する。上級生との死闘の末、名門・星城大一高アイスホッケー部が復活する。

## 登場人物

### 星城大一高アイスホッケー部
東京で一二を争うアイスホッケーの名門校。アイスリンクを所持している。かつては「死神（ジョーカー）」と呼ばれていた。実力主義を貫いていたため長い間名門たりえた。

#### 新入生
風間 和泉（かざま いずみ）
本作の主人公。北海道苫小牧出身。身長168センチメートル。以前はアイスホッケーをやっていたが中学時代はスピードスケートに転向。しかし、兄の死をきっかけに本気でアイスホッケーに取り組むため星城大一高校を選んだ。メンバーの関係上、ウイングをやることになる。スケーティングのトップスピードは本物だが、普段のシュートスピードはパス並みに遅い。兄の残した練習日記を元にトレーニングをしていて体力とガッツがある。
世良 康平（せら こうへい）
和泉と同じクラス。秀一とは同じ中学のチームメイトでウイングをやっており中学時代は得点王だった。キープ力は高いがアシスト0の不名誉な記録も持ち、パス嫌いのフォワードとしても有名で、その無鉄砲で直感的な行動から「マーベリック（一匹狼）」と呼ばれていた。性格は気まぐれで人の誘いには乗らない。才能にまかせた単独プレーをするようになったのはパートナーだったヒロの失明が原因。中学時代の背番号は90。
原 秀一（はら しゅういち）
ポジションはセンターフォワード。中学時代はチームのエース（自称）で「クレバー」と呼ばれていた。眼鏡をかけている。
国松 太郎（くにまつ たろう）
坊主頭で眉毛が太い。ディフェンス。体は大きいが肝は小さい。子供の頃にいじめられっ子だったがプロレスに熱中するようになり、その後は当たりの激しいアイスホッケーに魅了されていった。東日本の方言が出る。

#### 上級生
試合中に暴力事件を起こし1年間出場停止となり、有力な部員が転校・退部した。やる気も薄れ、部室で喫煙や賭博をしている。
時任 源（ときとう げん）
アシストの学生記録を持つ東京ナンバーワンのセンターフォワード。切り裂くようなドリブルから「カミソリ時任」の異名を持つ。短髪の老け顔で鼻から顎にかけて無精ひげを生やしている。伝説のウイング・風間駿に憧れていた。出場停止後は主将だからという理由でチームに残った。背番号10。
外園 鷹士（ほかぞの たかし）
かつて学生無失点記録を更新したゴールキーパー。動体視力がズバ抜けており「ブラック・ホーク」の異名を持つ。相手のちょっとした癖からシュートコースを予測し、試合の後半になるほど失点が減る。色黒の肌に長髪という風貌。背番号1。
谷 公次（たに こうじ）
和泉が折った傘の先が後頭部に当たり、因縁をつけるが真澄の機転により和泉に逃げられる。オールバック気味の髪型で右の前髪を垂らしている。身長190センチメートル。背番号9、ディフェンス。大熊とコンビを組んだ時のボディチェック（体当たり）の厳しさは東京でも折り紙つきだった。以前父親や教師からクズと呼ばれていたが、唯一アイスホッケーに熱中していてがむしゃらに練習もやっていた。リンクの上では不良であることも関係ないと信じていたが、ある日の試合で審判の死角を突いた反則を何度も受けていたため相手選手を殴ってしまう。反則を受けた後にさらにその相手から髪を染めていた事を挑発され、谷は時任に静止されたが他のメンバーにも飛び火して乱闘となり1年間の出場停止を受けることとなった。
大熊（おおくま）
スキンヘッドで前歯が数本欠けている。身長190センチメートル。背番号13、ディフェンス。

### その他の人物
風間 駿（かざま しゅん）
和泉の6歳上の兄。数々の学生記録を塗り替えたウイングで、「天才」といわれる程の選手だったが交通事故での怪我が原因で死亡。得意としていたバックハンドシュートは独特の風切り音を残すため「疾風（はやて）」と恐れられていた。
奥居 真澄（おくい ますみ）
和泉が初登校時にバスで出会った同じクラスの女子生徒。金髪で右顎にほくろがある。医者の娘で、多少の切り傷は軽く縫える。
ヒロ（ひろ）
世良が中学時代にフォワードコンビを組んでいたパートナー。内気な転校生だったが世良と出会いアイスホッケーを始め、世良の才能に追いつくための努力をする。ある試合で敵のボディチェックを受けた際にスティックが右目に直撃し、失明する。後にそれを悲観し自殺未遂をし、世良と決別する。中学時代の背番号は80。

## 用語解説
新歓試合（ブリザード）
入部一ヵ月後に新入生と上級生で行われる新入生歓迎試合。活躍した新入生は即レギュラーに抜擢される。毎年、新入生の半数が退部し、病院送りになる者も多い。
Cトラップ（シートラップ）
クラッシャーズトラップ（壊し屋の罠）。谷と大熊の二人がかりで行うコーナー付近のボディチェック。真の目的は精神的ダメージにより集中力を奪うこと。3つのCで表され、それぞれコーナー（CORNER）、クラッシュ（CRASH）、集中力（CONCENTRATION）。
チキン狩り
試合が接戦になった時に使う奥の手。敵チームから弱い性格の選手を見つけて集中的に狙う戦法。

## 単行本
ジャンプ・コミックス（集英社）より全2巻。第2巻に描き下ろし特別読切漫画「PUMP」（1990年12月27日製作）が収録されている（100ページ）。第1巻の巻末に作画担当の鶴岡からのメッセージが1ページ掲載されている。また第2巻は「METAL FINISH」の最終ページの後にあとがき1ページ、巻末には岸大武郎から鶴岡へのメッセージが2ページ掲載されている。
1. 1991年2月15日発行 ISBN 978-4-08-871314-4
2. 1991年5月15日発行 ISBN 978-4-08-871315-1